# Plantronics
Plantronics es una empresa electrónica fabricante de equipamientos de comunicación para negocios y usuarios ubicada en Santa Cruz, California. Sus productos soportan comunicaciones unificadas, uso de móvil, juegos y música aunque en los últimos años la marca se ha dedicado a la fabricación de auriculares y equipos de sonido.

## Historia de Plantronics
En los años 60, los auriculares eran tan grandes e incómodos de llevar que muchos pilotos habían vuelto a usar los micrófonos de mano para comunicaciones. La velocidad y la complexión de las aerolíneas causaba la necesidad de crear una alternativa de auriculares más pequeños y llevaderos.
Ese mismo año, United Airlines pidió un nuevo diseño a todos esos que quisieran participar en la producción del mismo. Un piloto de la compañía fue uno de muchos que pensó que los auriculares que usaban en aquel entonces tenían que ser remplazados por alternativas menos pesadas, así que colaboró junto a otro piloto para crear un diseño funcional y reducido pero que fuera lo suficientemente robusto para que se ajustara a los estándares y protocolos de las líneas aéreas.
El prototipo final incorporaba dos pequeños transductores con estilo de audífonos adheridos a una diadema. El diseño fue aprobado por la UAL debido a la innovación que esto suponía y esta hazaña que los dos pilotos, Graham y Larking, se establecieran como empresa bajo el nombre de Pacific Plantronics (hoy conocida como Plantronics, Inc.) en mayo de 1961. Introdujeron la primera versión comercial de unos auriculares livianos el año siguiente de su creación.
A mitad de los 60 la Administración Federal de Aviación seleccionó a Plantronics para que fuera la compañía que supliera a los pilotos de avión con los audífonos que habían creado.

## SPENCOMM y la NASA[2]
En 1961 el astronauta de la NASA Wally Schirra contactó con Graham para discutir sobre la creación de un diseño que pudiera ser usado en la nave espacial del Proyecto Mercury. Pacific Plantronics asistió a la división de Comunicaciones Ambientales del Espacio (SPENCOMM) para empezar a trabajar en soluciones para el nuevo prototipo. Algunas personalidades del grupo viajaron al principal centro espacial de la NASA (hoy bajo el nombre de Centro Espacial Lyndon B. Johnson) y al Centro espacial John F. Kennedy para reunirse y discutir la evolución del diseño de auriculares en los que Schirra y otros astronautas como Gordon Cooper junto con Plantronics habían estado desarrollando.
Juntos estuvieron solo 11 días para crear un diseño de micrófono para las comunicaciones espaciales y Schirra fue el primero en usar el nuevo dispositivo durante la misión Proyecto Mercury. Una redundancia significativa fue desarrollada para fabricar esos auriculares, ya que cada circuito de micrófono tenía dos transductores y cada receptor tenía cinco de ellos, además de ser usados en parejas. El uso de estos audífonos SPENCOMM-NASA a través de los trajes espaciales continuó a través del Proyecto Mercury, el Programa Apolo y hasta este día. Las palabras del astronauta americano Neil Armstrong mientras pisaba la luna fueron transmitidas a través de unos auriculares Plantronics.

## StarSet
En 1970, Ken Hutchings, un ingeniero que había sido contratado en Pacific Plantronics, patentó un dispositivo que fue marcado “StarSet”. La patente americana número 3548118 describe 

Un auricular que se aguanta solo acomodando el receptor y el micrófono. Un tubo acústico flexible adaptado para comunicarse entre el canal auditivo de la oreja del usuario que lo lleva y el receptor asegurado al final del dispositivo. Además un tubo acústico asegurado al principio con un final adaptado para ser dirigido a la boca del usuario que transmite el sonido al micrófono .

## Productos inalámbricos
En 1980, Plantronics creó una línea de productos sin cable usando tecnología infrarroja. Al ser la misma que se usó para crear el control remoto para televisión no se necesitó ninguna aprobación de la Comisión Federal de Comunicaciones. Uno de los primeros productos que usó los infrarrojos para crear un vínculo comunicativo entre un transmisor pequeño y una unidad base que estaba conectada a una red de teléfono. Este producto fue el primer altavoz sin eco usado en salas de conferencias. El pequeño transmisor podía aguantarse en la mano o adjuntarse a la ropa para asegurar que la voz del conferenciante se capturaba bien.

### Auriculares inalámbricos para oficina
En 2003 Plantronics presentó los auriculares inalámbricos para oficina CS50. Desde ese momento, más dispositivos sin cables han sido fabricados para el uso cuotidiano.

### Auriculares bluetooth
Actualmente Plantronics crea cascos de audio incluyendo una línea de auriculares Bluetooth para móviles. Ejemplos de estos audífonos Bluetooth pueden ser los Voyager Pro HD, Voyager Legend, M55 o Voyage Edge (elegidos de los mejores manos libres) entre otros modelos.
También tiene una línea de este tipo de dispositivos sin cables pensados para hacer deporte, a prueba de sudor y fácilmente manejables mientras se está en movimiento.